# Jackie (album)
„Jackie” este cel de-al șaselea album de studio al interpretei americane Ciara, acesta a fost lansat pe data de 1 mai 2015, prin intermediul casei de discuri Sony Music Entertainment. După plecarea ei din casa de discuri anterioară, precum și lansarea albumului ei de-al cincilea care îi poartă numele, Ciara și-a luat o pauză, pentru a se putea concentra pe relația ei cu rapperul american Future, care a provocat-o pe Ciara să înceapă lucrul pentru al șaselea album, care a fost predominant inspirat de logodnicul său la momentul respectiv. În luna mai 2014, Ciara a dat naștere la primul său copil și scurt timp după aceea logodna a fost anulată. Ca urmare a despărțirii publice, Ciara a amânat albumul și a început să înregistreze muzică nouă, în timp ce se concentrează pe maternitate.

## General
În septembrie 2013, producătorul Mike WiLL Made It a dezvăluit că Ciara a început înregistrările pentru cel de-al șaselea album. În decembrie 2013, Ciara însăși a confirmat acest lucru. Într-un interviu dat revistei Rap-Up Ciara a dezvăluit că înregistrările la album au început în jurul Zilei Recunoștinței a anului 2013 și că va lansa noi cântece „curând”. La sfârșitul lunii ianuarie 2014, Ciara a interpretat live piesa „Anytime” la Degree Women Grammys Celebration din Los Angeles, desfășurat la 2 februarie 2014. Pentru varianta de studio produsă de Boi-1da și Katalyst ea a colaborat cu pe atunci prietenul și rapperul Future.
În mai 2015, Ciara a pornit în primul ei turneu de după șase ani, intitulat Turenul Jackie. Primul concert din cadrul turneului a avut loc pe 3 mai 2015 la Chicago, urmat de concerte la New York, Boston, New Orleans, Dallas și Los Angeles. Ultimul concert al turneului l-a susținut la San Francisco pe 31 mai. Al șaselea album, Jackie, la care a colaborat cu Pitbull, Joe Jonas, Missy Elliott și R3hab, a fost lansat la 4 mai 2015. Acesta a debutat pe locul al șaptesprezecelea în clasamentul Billboard 200 cu 19.900 de exemplare vândute, fiind albumul cu cele mai mici vânzări în prima săptămână din toate cele șase ale Ciarei. La 23 mai 2015 Jackie ocupa locul al doilea în Top R&B/Hip-Hop Albums. „I Bet”, piesa principală de pe albumul Jackie, a fost lansată la 26 ianuarie 2015,
a primit recenzii favorabile din partea criticilor și a ajuns pe locul 43 în Billboard Hot 100. Al doilea single de pe album, „Dance Like We're Making Love”, a fost lansat la 28 aprilie 2015, în timp ce al treilea single, „Give Me Love” a fost lansat la posturile de radio urban contemporane americane la 9 iunie 2015.

## Discuri single
„I Bet” a fost lansat ca single-ul principal a albumului pe data de 26 ianuarie 2015 în Statele Unite ale Americii. Acesta avut impact oficial pe Rhythmic și pe Urban contemporary radio în Statele Unite ale Americii în ziua următoare. Videoclipul piesei „I Bet” a avut premiera de televiziune pe Extra pe data de 9 martie 2015, urmată de o lansare imediată pe Vevo și YouTube.
„Dance Like We're Making Love” a fost lansat ca al doilea single a albumului, acesta a fost lansat pe data de 30 iunie 2015, cu toate că revista Rap-Up a anunțat că colaborarea dintre Pitbull și Missy Elliott, „That's How I'm Feelin'”, va fi al doilea single, trei zile mai târziu, cu toate acestea, a fost anunțat prin intermediul site-urilor de socializare ale Ciarei că „Dance Like We're Making Love” va fi al doilea single a albumului. „Dance Like We're Making Love” a fost pus la dispoziție pe cale digitală pe data de 28 aprilie 2015 în Statele Unite ale Americii, împreună cu precomanda albumului. Videoclipul piesei a fost regizat de către Dave Mayers și a fost lansat pe data de 16 iulie 2015.

## Lista pieselor
| Jackie — Standard edition |                                                                | |                                                  |         |  |
| Nr.                       | Titlu                                                          | Autor(i) | Producător(i)                                    | Lungime |  |
| 1.                        | „Jackie (B.M.F.)”                                              | Harmony Samuels Ciara Harris Gamal Lewis Chloe Angelides                                                              | Dun Deal Samuels Chris "TEK" O'Ryan Jose Cardoza | 5:28    |  |
| 2.                        | „That's How I'm Feelin'” (featuring Pitbull and Missy Elliott) | Ester Dean Jamal Jones Armando C. Perez Melissa Elliott Larry Linn                                                    | Polow da Don O'Ryan                              | 3:58    |  |
| 3.                        | „Lullaby”                                                      | Harris Lukasz Gottwald Lewis Theron Thomas Henry Walter Kenneth Gamble Bunny Sigler Cornell Haynes, Jr. Antoine Macon | Dr. Luke Cirkut O'Ryan                           | 3:46    |  |
| 4.                        | „Dance Like We're Making Love”                                 | Harris Gottwald Theron Thomas Timothy Thomas Walter                                                                   | Dr. Luke Cirkut                                  | 4:16    |  |
| 5.                        | „Stuck on You”                                                 | Samuels Edgar "JV" Etienne Harris Theron Thomas                                                                       | Samuels O'Ryan                                   | 4:10    |  |
| 6.                        | „Fly”                                                          | Rachel Assil Jones | Polow da Don O'Ryan                              | 4:06    |  |
| 7.                        | „I Bet”                                                        | Samuels Timothy Thomas Theron Thomas Harris                                                                           | Samuels O'Ryan                                   | 4:47    |  |
| 8.                        | „Give Me Love”                                                 | Gottwald Jacob Kasher Hindlin Lewis Theron Thomas Walter Harris                                                       | Dr. Luke Cirkut                                  | 3:20    |  |
| 9.                        | „Kiss & Tell”                                                  | Gottwald Theron Thomas Walter                                                                                         | Dr. Luke Cirkut O'Ryan                           | 3:43    |  |
| 10.                       | „One Woman Army”                                               | Harvey Mason, Jr. Damon Thomas Ali Tamposi Livvi Franc                                                                | The Underdogs                                    | 3:54    |  |
| 11.                       | „I Got You”                                                    | Diane Warren | Samuels Harris O'Ryan                            | 4:56    |  |
| Lungime totală:           | Lungime totală:                                                | Lungime totală: | Lungime totală:                                  | 46:24   |  |

| Jackie — Deluxe edition |                                       |                                                                 |                       |         |  |
| Nr.                     | Titlu                                 | Autor(i)                                                        | Producător(i)         | Lungime |  |
| 10.                     | „All Good”                            | Theron Thomas Timothy Thomas                                    | Polow da Don O'Ryan   | 3:39    |  |
| 11.                     | „Only One”                            | Harris Angelides Timothy Thomas Saul Alexander Castillo Vasquez | A.C. O'Ryan           | 3:31    |  |
| 12.                     | „One Woman Army (Intro)”              | Samuels                                                         | Samuels O'Ryan        | 0:54    |  |
| 13.                     | „One Woman Army”                      | Mason, Jr. Damon Thomas Tamposi Franc                           | The Underdogs         | 3:54    |  |
| 14.                     | „I Got You”                           | Warren                                                          | Samuels Harris O'Ryan | 4:56    |  |
| 15.                     | „I Bet (Remix)” (featuring Joe Jonas) | Samuels Timothy Thomas Theron Thomas Harris Jonas               | Samuels O'Ryan        | 4:47    |  |
| 16.                     | „I Bet (R3hab Remix)”                 | Samuels Timothy Thomas Theron Thomas Harris                     | Samuels O'Ryan R3hab  | 3:28    |  |
| Lungime totală:         | Lungime totală:                       | Lungime totală:                                                 | Lungime totală:       | 1:02:44 |  |

## Clasamente
| Clasament (2015)                                   | Poziție maximă |
| -------------------------------------------------- | -------------- |
| Australia (ARIA)                                   | 53             |
| Belgia (Ultratop Flanders)                         | 136            |
| Belgia (Ultratop Wallonia)                         | 134            |
| Scoția (OCC)                                       | 82             |
| Regatul Unit (UK Albums OCC)                       | 46             |
| Regatul Unit (UK R&B OCC)                          | 6              |
| Statele Unite ale Americii (Billboard 200)         | 17             |
| Statele Unite ale Americii (R&B/Hip-Hop Billboard) | 2              |

## Istoricul lansărilor
| Țară                       | Dată       | Format(uri)            | Casă de discuri | Edițile         | Ref.   |
| -------------------------- | ---------- | ---------------------- | --------------- | --------------- | ------ |
| Germania                   | 1 mai 2015 | CD Descărcare digitală | Sony Music      | Deluxe          | [ 34 ] |
| Canada                     | 4 mai 2015 | CD Descărcare digitală | Sony Music      | Deluxe          | [ 35 ] |
| Regatul Unit               | 4 mai 2015 | CD Descărcare digitală | RCA             | Deluxe          | [ 36 ] |
| Statele Unite ale Americii | 4 mai 2015 | CD Descărcare digitală | Epic            | Standard Deluxe | [ 33 ] |
| Portugalia                 | 4 mai 2015 | CD Descărcare digitală | Epic            | Deluxe          | [ 37 ] |
| Australia                  | 8 mai 2015 | CD Descărcare digitală | Sony Music      | Deluxe          | [ 38 ] |